# IC 3552
IC 3552 — галактика типу GxyP (частина галактики) у сузір'ї Волосся Вероніки.
Цей об'єкт міститься в оригінальній редакції індексного каталогу.